# Katrín Jakobsdóttir
Katrín Jakobsdóttir, islandska političarka, * 1. februar 1976, Reykjavik.
Od leta 2017 do 2024 je bila predsednica vlade Islandije.

## Zgodnje življenje
V islandskem glavnem mestu Reykjaviku rojena političarka je leta 1999 na Univerzi Islandije diplomirala iz islandščine in francoščine, kasneje pa še iz islandske književnosti. Njena diplomska naloga se je navezovala na islandskega pisca kriminalk Arnalda Indriðasona. Po letu 1999 se je kot jezikovna svetovalka zaposlila na islandski javni radioteleviziji Ríkisútvarpið (RÚV), med letoma 2004 in 2006 pa je kot prostovoljka sodelovala z nekaterimi radijskimi in časopisnimi hišami ter kot inštruktorica vseživljenjskega učenja in prosti čas na šoli Mímir, po letu 2007 pa tudi kot predavateljica na Univerzi Islandije. 

## Politična kariera
Ko je Jóhanna Sigurðardóttir prevzela vodenje islandske vlade, je  24. februarja 2013 bila Jakobsdóttirjeva imenovana na mesto ministrice za izobraževanje, znanost in kulturo Islandije. 24. februarja je postala vodja Levo-zelenega gibanja, ki ga je 27. aprila istega leta popeljala na parlamentarne volitve. Gibanje je v 63-članskem parlamentu osvojilo dobrih 10 % oz. 7 sedežev, kar je sedem manj kot na prejšnjih volitvah. Ob nastopu nove vlade ji je 23. maja 2013 mandat ministrice prenehal. 

### Predsednica vlade
Na parlamentarnih volitvah 2017 je Jakobsdóttirjeva s stranko osvojila drugi najboljši rezultat oz. 11 sedežev v parlamentu. Z zmagovalci – neodvisno stranko in stranko progresivcev – je uspešno sestavila koalicijo in 30. novembra 2017 postala druga ženska na čelu islandske vlade. Kljub temu, da ona in njena stranka nasprotujeta članstvu Islandije v zvezi NATO, zaradi dogovora v koalciji ne namerava izstopiti iz zveze. Prav tako nasprotuje članstvu v Evropski uniji, zato referenduma o nadaljevanju pristopnih dejavnosti za vstop v EU ni pričakovati.
Po volitvah leta 2021, na katerih je njena stranka zasedla tretje mesto, je 28. novembra 2021 znova prisegla kot islandska premierka.
Aprila 2024 je napovedala odstop s položaja predsednice vlade in vodje stranke ter kandidaturo za predsednico države na prihajajočih volitvah.

## Zasebno
Jakobsdóttirjeva je poročena z Gunnarjem Sigvaldasonom. Imata tri sinove. 